# Antivezivanje
Antivezivanje je tip hemijskog vezivanja. Antivezujuća orbitala je forma molekulske orbitale (MO) koja se nalazi izvan regiona dva jezgra. Preklapanje sastavnih atomskih orbitala je izvan faze, i stoga su elektroni u antivezujućim orbitalama repulzivni, te imaju destabilizuće dejstvo na celokupni molekul.
Antivezujće molekulske orbitale normalno imaju višu energiju od vezujućih MO. Vezujuće i antivezujuće orbitale se formiraju kad se atomi kombinuju u molekule kao rezultat Paulijevog principa isključenja. Razmotrimo primer dva atoma vodonika. Kad su oni razdvojeni i izolovani, atomi imaju identične nivoe energije. Međutim, kad rastojanje između atoma postane malo, elektronske talasne funkcije počinju da se preklapaju. Paulijev princip diktira da dva elektrona interagujućeg sistema ne mogu da imaju isto kvantno stanje. Stoga se svaki od nivoa energije izolovanih atoma razdvaja u dve molekulske orbitale koji pripadaju paru, jedna s nižom energijom od početnog atomskog nivoa i jedna sa višom. Na primer, energijski nivo početnog stanja, 1s, se razdvaja u dve molekulske orbitale. Pošto niža orbitala ima nižu energiju od početnih atomskih orbitala razdvojenih atoma, ona je stabilnija, i promoviše vezivanje dva H atoma u H2. Ona je vezujuća orbitala. Viša orbitala ima veću energiju od početnih atomskih orbitala, te je manje stabilna, i suprotstavlja se vezivanju. Ona je antivezujuća orbitala. U molekulu poput H2, dva elektrona normalno zauzimaju vezujuću orbitalu, jer ima nižu energiju, i stoga je molekul stabilniji od zasebnih H atoma.
Molekulska orbitala postaje antivezujuća kad je elektronska gustina između jezgara manja nego što bi bila u odstustvu vezujuće interakcije. Kad MO promeni znak (iz pozitivnog u negativan) u nodalnoj ravni između dva atoma, ona postaje antivezujuća u pogledu ta dva atoma. Antivezujuće orbitale se često obeležavaju sa asteriskom (*) na molekulskim orbitalnim dijagramima.

## Literatura
- Orchin, M. Jaffe, H.H. (1967), The Importance of Antibonding Orbitals. Houghton Mifflin. ISBN B0006BPT5O
- The 1981 Nobel Prize in Chemistry